# Staffan de Mistura

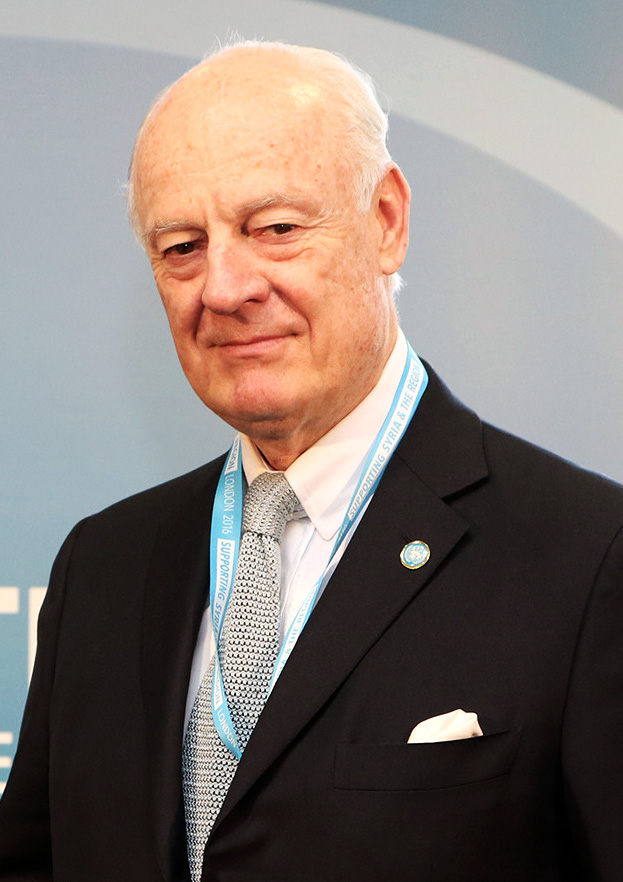
De Mistura in 2016.

Staffan de Mistura (Stockholm, 25 januari 1947) is een Italiaans-Zweeds diplomaat. Sinds de jaren 70 heeft hij als VN-vertegenwoordiger allerlei functies uitgeoefend en deelgenomen aan humanitaire programma's in verschillende delen van de wereld. Ook heeft hij deel uitgemaakt van de Italiaanse regering.
De Mistura's vader kwam uit een Italiaanse adellijke familie, die vanuit Šibenik (destijds een deel van Dalmatië) was gevlucht nadat dit gebied Kroatisch was geworden met Tito als nieuwe machthebber. De Mistura's moeder was Zweedse.

## Carrière
In 1971 begon De Mistura zijn carrière bij de Verenigde Naties. Hij werkte een aantal jaar mee aan het Wereldvoedselprogramma voor Soedan. Van 1976 tot 1985 werkte hij als plaatsvervangend hoofd bij de Voedsel- en Landbouworganisatie. Hij voerde humanitaire opdrachten uit in Dubrovnik, Sarajevo, Soedan, Ethiopië, Vietnam en Laos. Hij werkte als directeur Publieke Zaken bij UNICEF en vertegenwoordigde UNICEF in Somalië.
Van maart tot augustus 1997 was hij namens de VN humanitaire coördinator in Irak. In 1999 zat hij in het panel van de VN-Veiligheidsraad voor humanitaire zaken (Security Council Panel on Humanitarian Issues) in Irak. Van april tot juni van dat jaar was hij speciaal adviseur van de hoge commissaris voor de Vluchtelingen in Kosovo. Daarna werd hij bestuurder van de Kosovaarse regio Mitrovicë.  
Van 2001 tot 2004 was hij persoonlijk vertegenwoordiger van de VN-secretaris-generaal in het zuiden van Libanon, waarbij hij een belangrijke bijdrage leverde aan ontmijningsacties. Vanaf januari 2005 was hij gedurende vijftien maanden plaatsvervangende speciale vertegenwoordiger voor Irak. Daarna werd hij directeur van het  opleidingscentrum voor VN-personeel in Turijn. Hij bleef dit tot 11 september 2007, toen hij door Ban Ki-Moon werd aangesteld als speciaal vertegenwoordiger van de secretaris-generaal voor Irak, als opvolger van Ashraf Qazi.
In juli 2009 verliet hij Irak en ging als plaatsvervangend uitvoerend directeur voor het Wereldvoedselprogramma in Rome werken. 
In 2010 werd hij door Ban Ki-Moon benoemd tot speciaal vertegenwoordiger van de secretaris-generaal in Afghanistan. Hij werd aan het hoofd gesteld van de United Nations Assistance Mission in Afghanistan (UNAMA).  
In november 2011 werd hij aangesteld als onderstaatssecretaris in het kabinet-Monti.
In mei 2014 werd hij benoemd tot voorzitter van de raad van bestuur van het European Institute of Peace in Brussel. Op 10 juli 2014 kreeg hij een aanstelling als speciaal VN-gezant voor Syrië, als opvolger van Lakhdar Brahimi.
In september 2021 stemde Marokko in met de benoeming van Staffan de Mistura, persoonlijk VN-gezant voor de Westelijke Sahara.

## Privé
De Mistura heeft twee dochters. Hij beheerst Zweeds, Italiaans, Frans, Duits, Spaans, Engels en alledaags Arabisch. Hij heeft de titel van markies.  